# Cryptanura strenua
Cryptanura strenua là một loài tò vò trong họ Ichneumonidae.